# 一二
株式会社一二（いちに）は、福岡県豊前市松江に本社を置く企業。「アイルモータースクール」の名称で福岡県・山口県に4校の自動車教習所とスポーツクラブ「アイルスポーツ」と不動産管理事業（豊前校隣接のスーパーセンター トライアル豊前店へ賃貸）の運営を行っている。

## 事業所
自動車教習所
- アイルモータースクール豊前
- アイルモータースクール門司
- アイルモータースクール下関
- アイルモータースクール博多の森

スポーツクラブ
- アイルスポーツ豊前
- アイルスポーツ中津
- アイルスポーツ宇佐

## 沿革
- 1962年（昭和37年）6月 - 個人事業として創業、現在地に開設。
  - 8月 - 各種学校の許可取得。
- 1963年（昭和38年）7月 - 普通車の指定を受ける。
  - 12月 - 自動三輪車・軽自動車の指定を受ける。
- 1966年（昭和41年）6月 - 普通自動二輪車の指定を受ける。
- 1971年（昭和46年）2月 - 大型自動車の指定を受ける。
  - 8月 - けん引自動車の指定を受ける。
- 1972年（昭和47年）5月 - 大型特殊自動車の指定を受ける。
- 1996年（平成8年）11月 - 「菊川自動車学校」を「アイルモータースクール下関」に改称。
- 1998年（平成10年）1月 - 大型自動二輪車の指定を受ける[2]。
- 2005年（平成17年）7月 - 「門司自動車学校」を「アイルモータースクール門司」に改称。「関門自動車学校」を「アイルモータースクール関門」に改称[3]。
- 2006年（平成18年） - 「豊前自動車学校」を「アイルモータースクール豊前」に改名。
- 2011年（平成23年）12月 - 「アイルモータースクール関門」を「アイルモータースクール門司」に合併[4]。
- 2018年（平成30年）1月 - 「博多の森ドライビングスクール」を株式会社丸二商会より事業譲渡を受け、「アイルモータースクール博多の森」に改称[5]。

## アイルモータースクール豊前

### 取得できる免許
- 普通自動車（第一種・第二種）
- 大型自動車（第一種・第二種）
- 中型自動車（第一種・第二種）
- 大型特殊自動車
- けん引
- 大型自動二輪車
- 普通自動二輪車

### 所在地
- 福岡県豊前市松江1381-1

### アクセス
- 日豊本線（JR九州）豊前松江駅から徒歩5分

## アイルモータースクール門司
アイルモータースクール門司（アイルモータースクールもじ）は、福岡県北九州市門司区にある関連会社である株式会社門司自動車学校が運営する自動車教習所。2005年5月に旧・門司自動車学校を改称。2011年12月にアイルモータースクール関門を合併。

### 取得できる免許
- 普通自動車
- 大型自動車
- 中型自動車
- 大型特殊自動車
- けん引
- 大型自動二輪車
- 普通自動二輪車

### 所在地
- 福岡県北九州市門司区畑120

### アクセス
- JR九州（鹿児島本線・山陽本線）門司駅からスクールバスで5分

## アイルモータースクール下関
アイルモータースクール下関（アイルモータースクールしものせき）は、山口県下関市にある自動車教習所。1996年11月1日に旧・菊川自動車学校を改称。

### 取得できる免許
- 普通自動車（第一種・第二種）
- 大型自動二輪車
- 普通自動二輪車

### 所在地
- 山口県下関市菊川町大字吉賀1588

### アクセス
- 山陽本線（JR西日本）小月駅からスクールバスで15分
- 山陰本線（JR西日本）川棚温泉駅からスクールバス15分

## アイルモータースクール博多の森
アイルモータースクール博多の森（アイルモータースクールはかたのもり）は、福岡県糟屋郡志免町にある福岡県公安委員会指定自動車教習所。2018年に旧・博多の森ドライビングスクールを改称、それ以前の名称はウキコドライバーズスクールはかたの森。運営会社は当初は株式会社ウキコ、その後は株式会社丸二商会、2018年からは株式会社一二の運営となる。

### 取得できる免許
- 普通自動車
- 大型自動二輪車
- 普通自動二輪車
- 普通自動二輪車（小型限定）

### 周辺
- 段ノ橋池
- 浦園池
- 志免福祉公園
- 宇美川

## アイルモータースクール関門
アイルモータースクール関門（アイルモータースクールかんもん）は、かつて福岡県北九州市門司区にあった自動車教習所。2005年7月16日に旧・関門自動車学校を改称。2011年11月30日をもってアイルモータースクール門司と合併のため閉校した。

### 取得できた免許
- 普通自動車
- 大型特殊自動車
- けん引
- 大型自動二輪車
- 普通自動二輪車

### 所在地
- 福岡県北九州市門司区黒川西2-6-1

### アクセス
- JR九州（鹿児島本線・山陽本線）門司駅から徒歩5分
- 鹿児島本線門司港駅から徒歩10分

## 関連会社
- 株式会社門司自動車学校
- 株式会社グロウブ
- 株式会社ラセク